# Tweede Minderbroedersklooster
Het Tweede Minderbroedersklooster of Tweede Franciscanerklooster, informeel aangeduid als de Minderbroedersberg, is een voormalig klooster van de franciscanen in de Nederlandse stad Maastricht. De bouw van het klooster aan de Minderbroedersberg ving in 1700 aan met het koor van de kerk en was omstreeks 1708 voltooid. Na de Franse Tijd in Maastricht (1794-1814) deed het complex 170 jaar lang dienst als gevangenis, waarbij de kloosterkerk fungeerde als rechtbank. Sinds 1995 is hier de bestuurszetel van de Universiteit van Maastricht (UM) gevestigd. De gebouwen uit het begin van de 18e eeuw vormen een rijksmonument.

## Geschiedenis

### Geschiedenis franciscanen in Maastricht
Het Tweede Minderbroedersklooster – de naam zegt het al – was niet het eerste minderbroedersklooster in Maastricht, en zou ook zeker niet de laatste kloosterstichting van de Orde van Sint-Franciscus in die stad zijn. Het eerste klooster te Maastricht werd in 1234 gesticht aan de Sint Pietersstraat in het Jekerkwartier. Na het Verraad van Maastricht in 1638, waarbij onder anderen de franciscaanse pater Vink betrokken was, moesten de minderbroeders op bevel van de Staatse (protestantse) autoriteiten de tweeherige stad Maastricht verlaten. In 1639 vertrokken de paters naar het Observantenklooster op de Sint-Pietersberg, het klooster van de franciscanen-observanten in de Luikse heerlijkheid Sint Pieter. De herinnering aan dit klooster wordt levend gehouden door de buitensociëteit/uitspanning Slavante, een verbastering van 'observanten'. Na de verovering van Maastricht door de (katholieke) Fransen onder koning Lodewijk XIV (Beleg van Maastricht, 1673) mochten de franciscanen terugkeren, maar het oude klooster kregen ze niet terug. Zij verbleven tijdelijk in een huis aan de Sint Jacobsstraat.
In 1699 werd besloten een nieuw klooster te bouwen op de zogenaamde Schuttenhof, het oefenterrein van de hand- en voetboogschutters, dat voor 9.000 gulden kon worden aangekocht. De kerk had althans voor het deel van het koor prioriteit, maar in een periode van acht jaar werden klooster en kerk voltooid. In 1796 werden alle kloosterorden door de republikeinse Fransen opgeheven en werden zowel het eerste, als het tweede franciscanenklooster geconfisqueerd. De kerk werd aanvankelijk opslagruimte voor alle door de Fransen in het departement Nedermaas geconfisqueerde kunstschatten. Een deel van het klooster deed korte tijd  dienst als onderkomen voor de École centrale, en voorts als gevangenis/opvanghuis voor zwervers, onmaatschappelijken en criminelen. In 1825 werd de kerk op de Minderbroedersberg verbouwd tot rechtbank, terwijl de kloostergebouwen verder werden aangepast als gevangenis.
In 1853 zouden de franciscanen zich voor de derde maal in Maastricht vestigen, ditmaal op een terrein aan de Patersbaan, vlak bij het Tweede Franciscanenklooster. Na de verkoop en sloop van dit Derde Minderbroedersklooster in 1970-71, waren de paters tot 1980 gevestigd in een communauteit aan de Capucijnenstraat, waarna er definitief een einde kwam aan meer dan zeven eeuwen franciscanerkloosters in Maastricht.

### Chronologie
Enkele hoogtepunten uit ruim drie eeuwen geschiedenis van het gebouw.
1699: Aanvang bouw kerk.

1700: Eerste steen gelegd voor klooster.

1708, 5 augustus: Kerkwijding door de Roermondse bisschop Angelus d'Ongnies et d'Estrees.

1796: Minderbroeders verlaten klooster en kerk.

1798-1800: Tijdelijke huisvesting École centrale.

1802: Klooster wordt opvanghuis voor bedelaars.

1806: Kerk en klooster krijgen nieuwe bestemming: gerechtsgebouw en gevangenis.

1825: Kerk wordt door Matthieu Hermans verbouwd in neoclassicistische stijl.

1825: Apsis en priesterkoor worden onderkomen van de marechaussee met paardenstal.

1842: Oprichting Rechtbank Maastricht.

1866: Brand verwoest gedeelten van het klooster en het dak van de kerk. Bij de brand gaan grote delen van de archieven van de Limburgse schepenbanken verloren.

1868: Herstel kloostervleugels en kerkdak.

1926: Priesterkoor met apsis wordt bij rechtbank gevoegd.

1940-44: In het huis van bewaring worden steeds meer leden van het verzet opgesloten. Op 5 september 1944 bevrijdt een verzetsgroep 80 politieke gevangen. Na de bevrijding nemen Duitsers en NSB'ers hun plaats in.

1975: Huis van bewaring vertrekt uit het kloostergedeelte en dit komt in zijn geheel vrij voor de rechtbank.

1995: Rechtbank verlaat gebouw; ingebruikname als bestuursgebouw door Universiteit Maastricht.

1997: Verbouwing onder leiding van architect Jules Janssen; inrichting apsis en priesterkoor als aula.

2008: Ramen en deuren van de aula worden voorzien van een kunstwerk van gekleurd glas van beeldend kunstenaar Gery Bouw, waardoor iets van de oude sfeer van de kerk terugkeert.

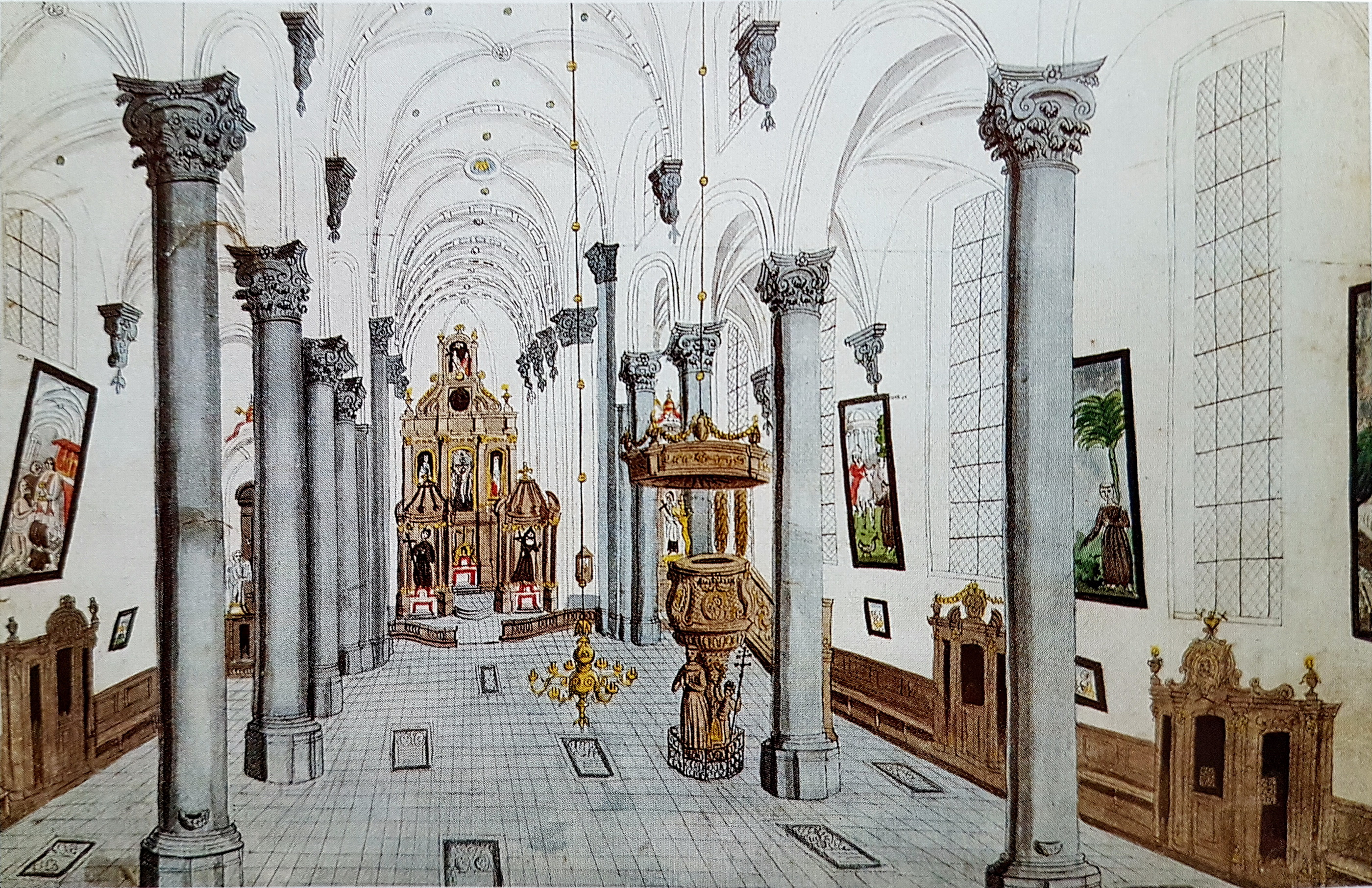
Historiserende tekening van het kerkinterieur (Philippe van Gulpen, voor 1862)
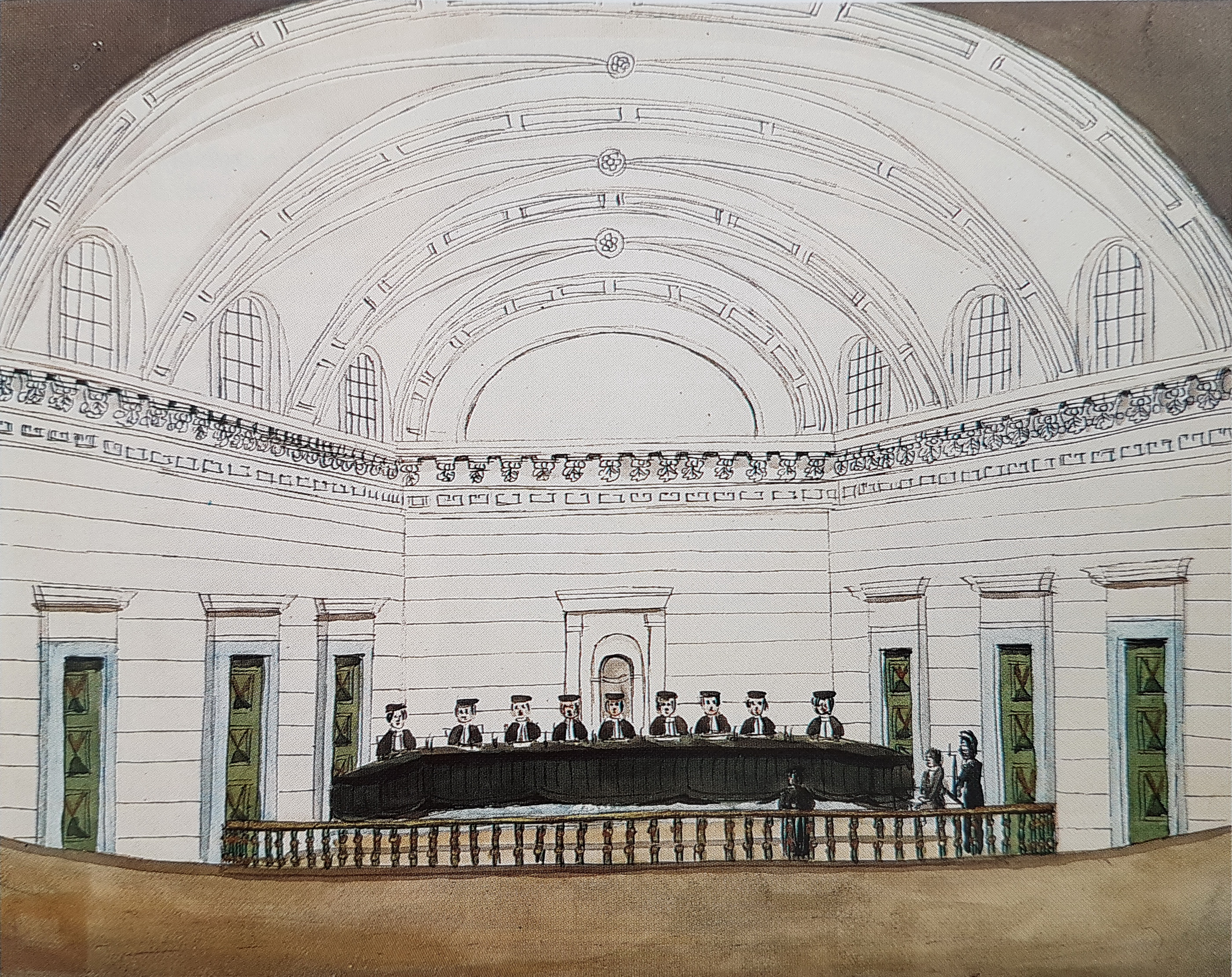
Rechtszitting in de voormalige kerk (Philippe van Gulpen, voor 1862)
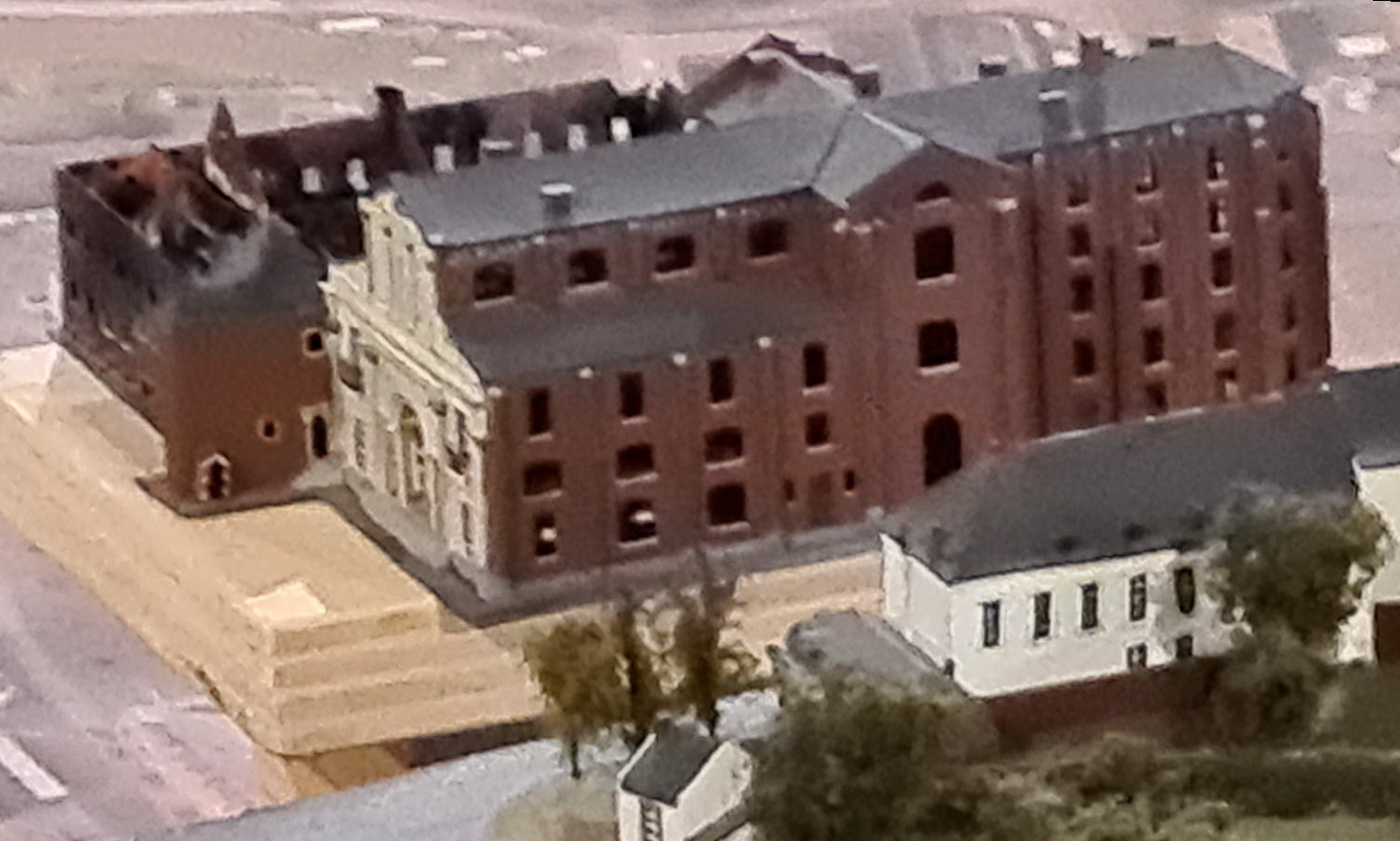
Kerk en klooster een jaar na de brand (maquette Maastricht 1867)
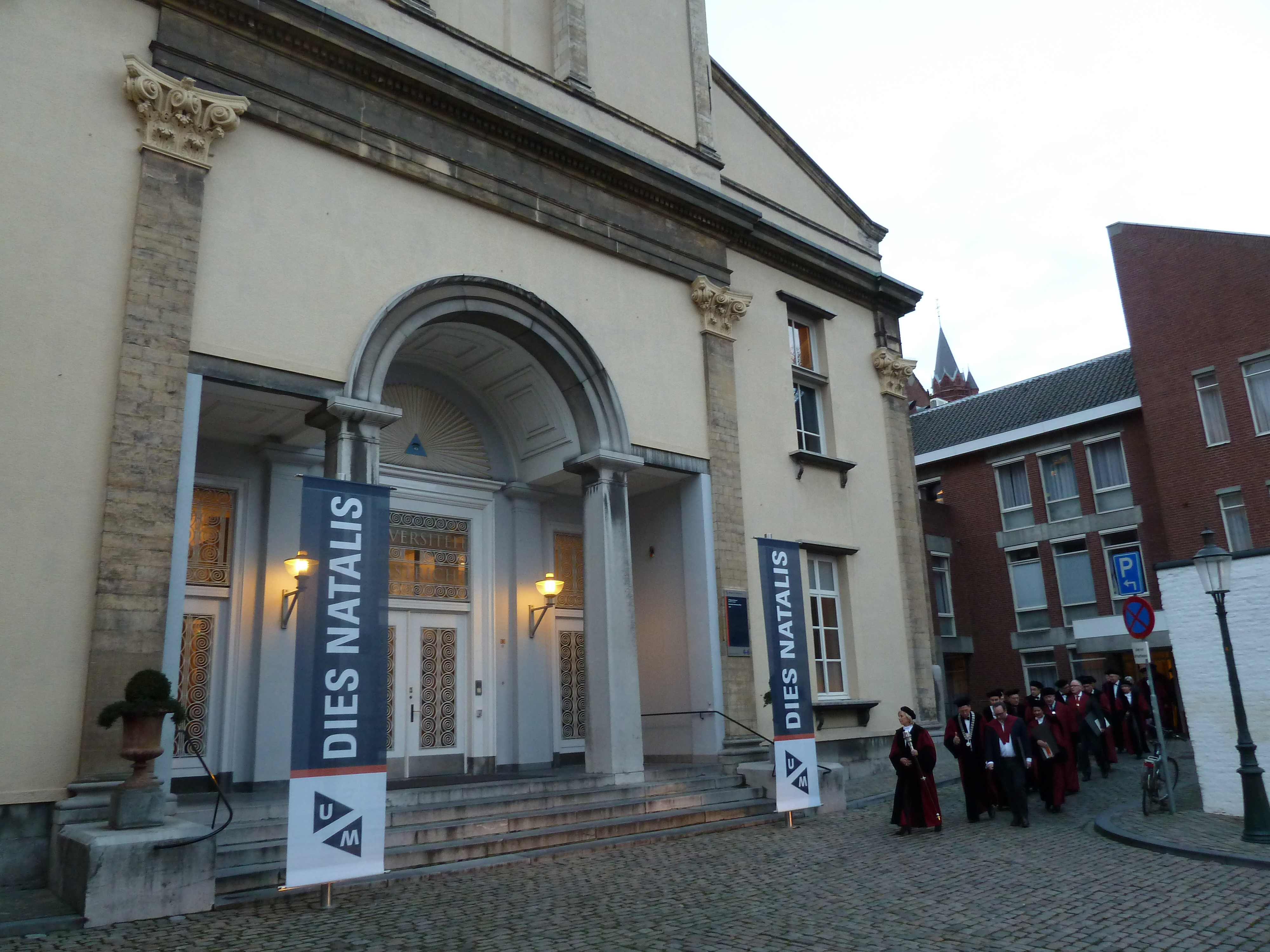
Aankomst professorenstoet op de 39e dies natalis van de UM, 2015

## Architectuur

### Exterieur kerk en klooster
De kerk van het Tweede Minderbroedersklooster is niet georiënteerd; het koor is gericht op het noordwesten. Vanuit de tuin van het Klooster van de Zusters Onder de Bogen is te zien dat het koor van de kloosterkerk in verhouding tot de totale lengte vrij langgerekt was. Dit was nodig om ruimte te bieden aan het koorgestoelte, waarin de paters plaatsnamen voor het bijwonen van de getijdengebeden. Stadsarchitect Matthieu Hermans verbouwde in 1825 de barokke voorgevel van de kerk in neoclassicistische stijl. Typerend voor die stijl zijn de pilastergevel en het fronton. De gevel is in 1997 geel gesausd, met uitzondering van de mergelstenen pilasters. Het beeld van Vrouwe Justitia (Charles Vos, 1926), dat in een nis in de gevel stond, is omstreeks dezelfde tijd verhuisd naar het Oud Gouvernement, dat sinds 1990 dienst doet als rechtenfaculteit van de universiteit. De overige gevels van kerk en klooster verkeren nog min of meer in originele staat, zij het dat de raamindeling van met name de kerk is gewijzigd. De bakstenen gevels zijn in 1997 rood gesausd, met uitzondering van de hardstenen deur- en vensteromlijstingen.

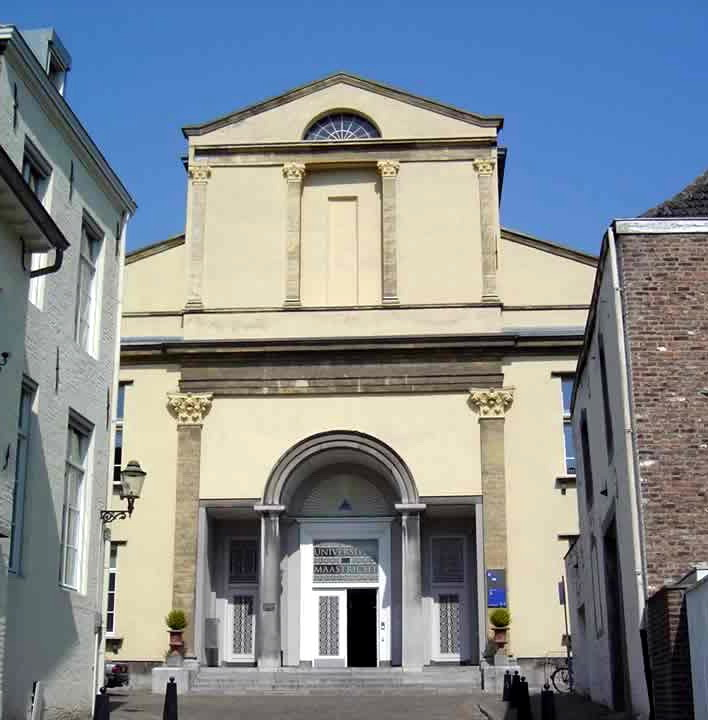
Zuidoostelijke kerkfaçade
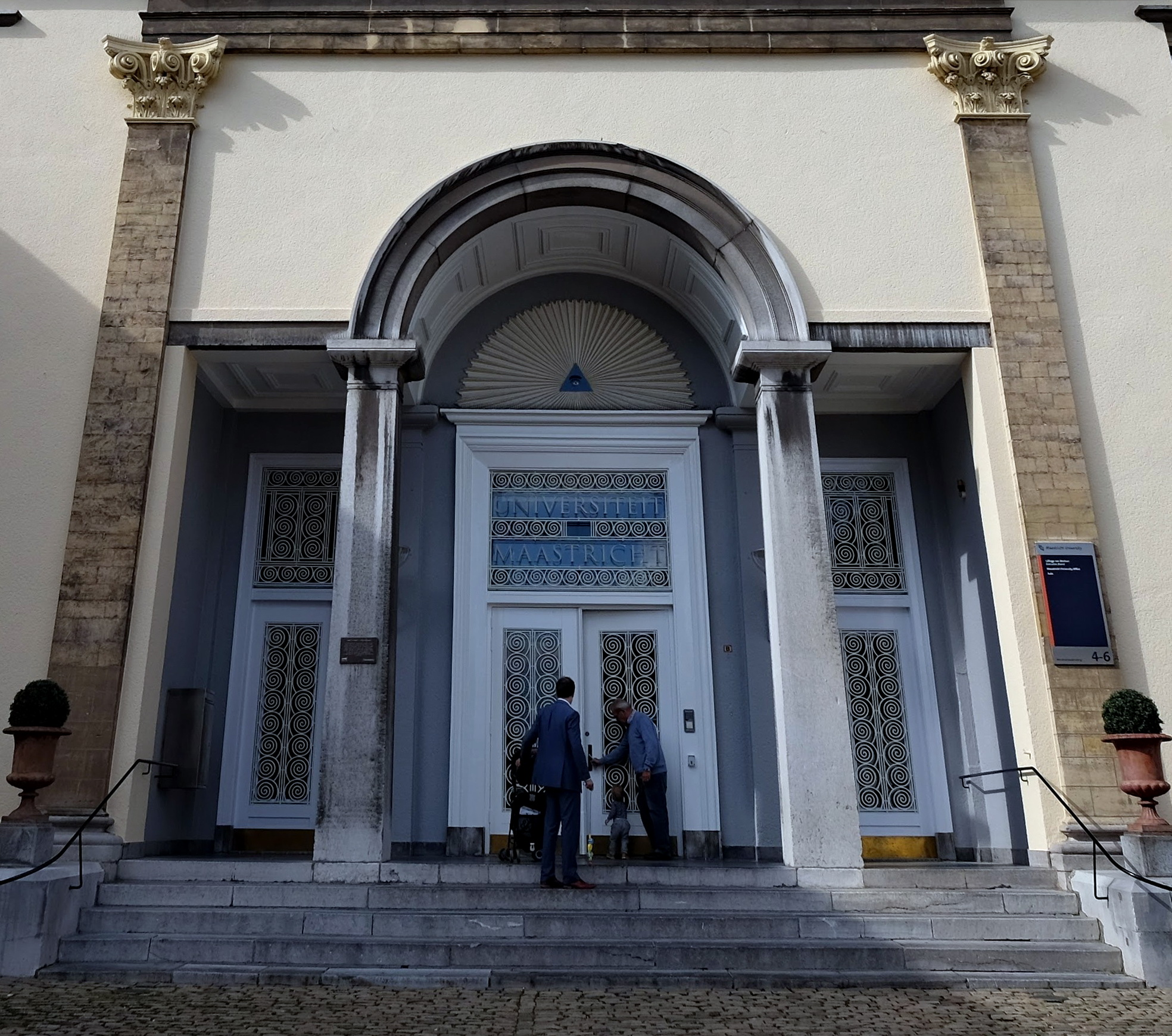
Detail entree
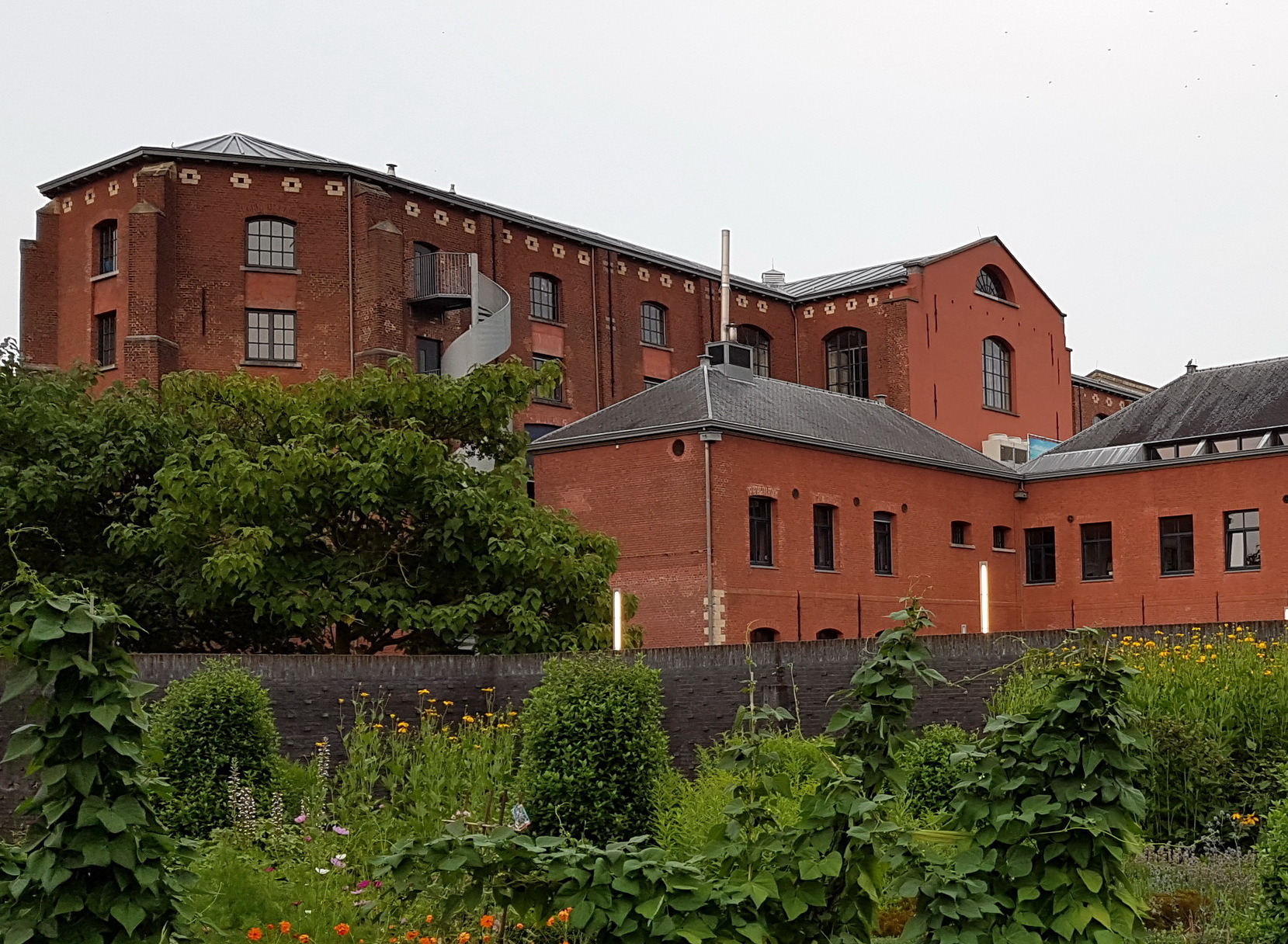
Koorpartij en kloostervleugel
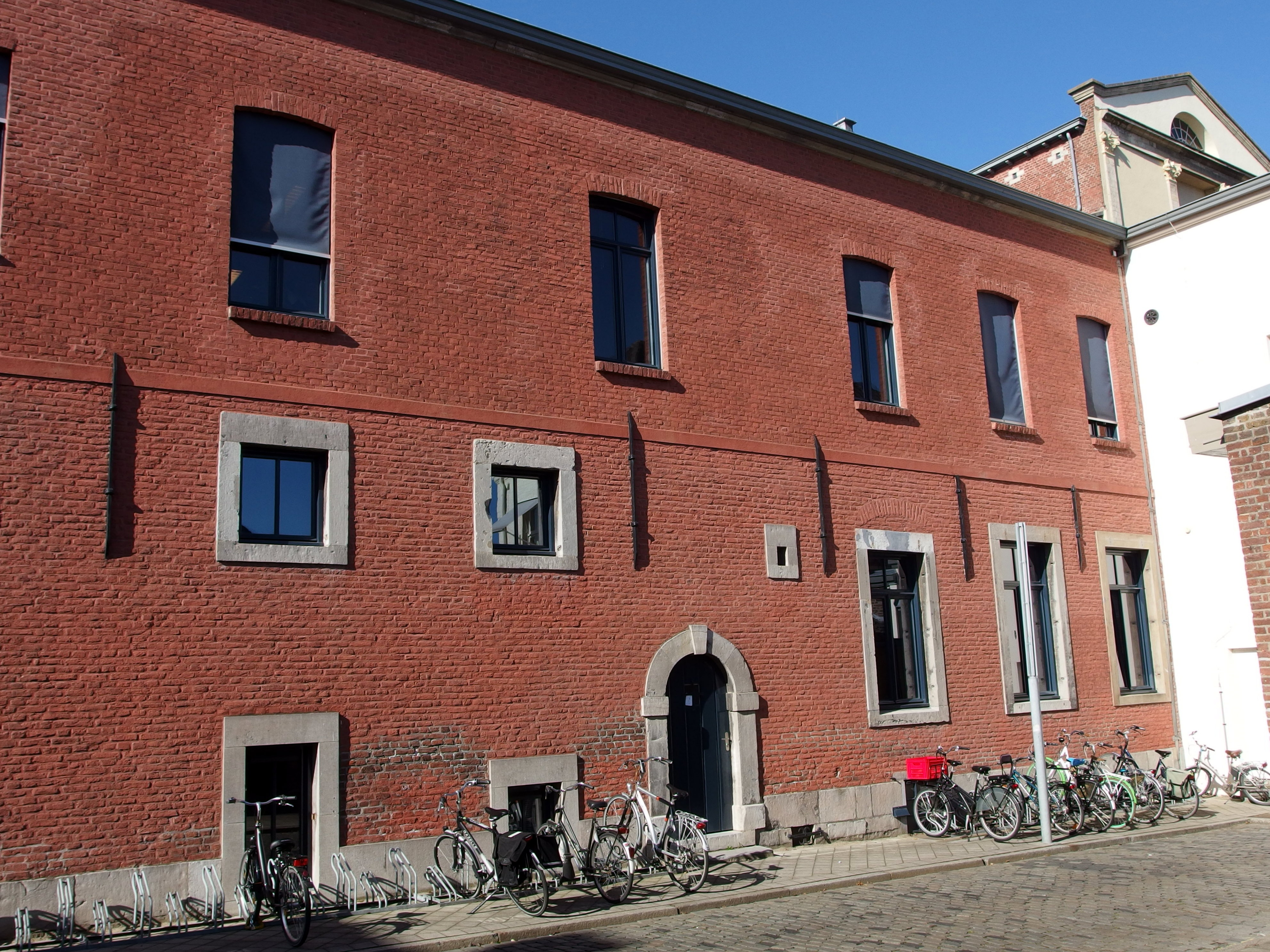
Rood gesausde kloostervleugel

### Kerkinterieur
De Tweede Minderbroederskerk is gebouwd als een driebeukige kruisbasiliek met een koor dat ongeveer even lang is als het schip. De dwarsschepen zijn in feite pseudotransepten, omdat ze binnen de rechthoekige plattegrond van de driebeukige kerk blijven. Deze indeling is door de diverse verbouwingen verloren gegaan. In de centrale hal van het huidige UM-bestuursgebouw, die min of meer samenvalt met de voormalige middenbeuk van de kerk, domineert de dubbele, negentiende-eeuwse zuilencolonnade, die twee met elkaar verbonden galerijen draagt, waaraan kantoren grenzen. Deze kantoren bevinden zich ter plekke van de voormalige zijbeuken. Ze zijn om die reden lager dan de centrale hal. Ter plekke van de voormalige kruising bevindt zich een monumentale trap, die in 1997 is uitgebreid, waardoor alle verdiepingen in het koor vanaf de hal bereikbaar zijn. In het koor is onder andere de aula van de universiteit ondergebracht. Van het oorspronkelijke kerkinterieur, met name in het koor en de zijbeuken, is weinig meer te herkennen. Alleen het tongewelf van de middenbeuk is sinds de verbouwing van 1997 weer zichtbaar. Op de galerijen zijn plaatselijk enkele hardstenen pijlers zichtbaar gemaakt.

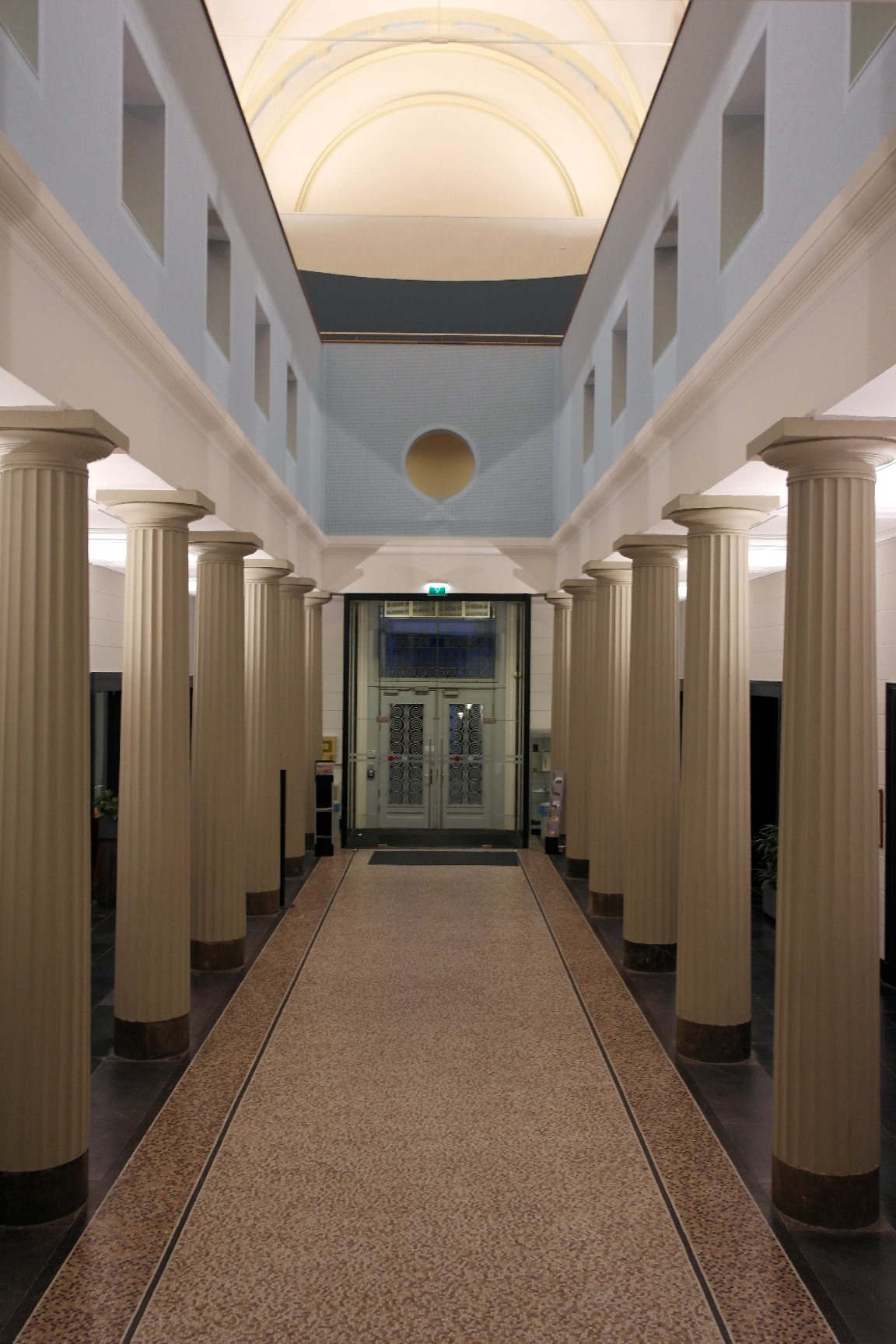
Hal naar het zuidoosten
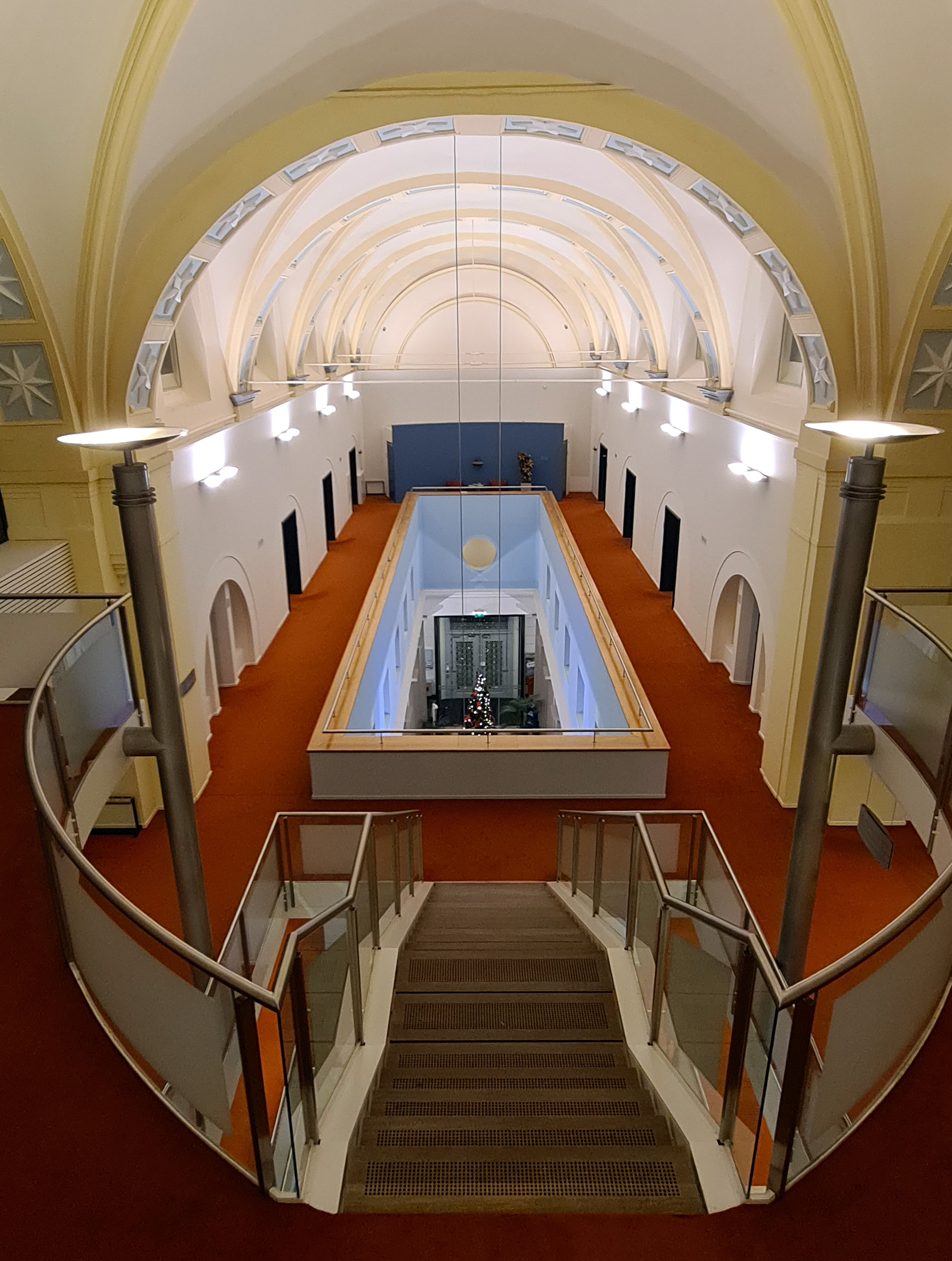
Idem, vanaf 3e etage
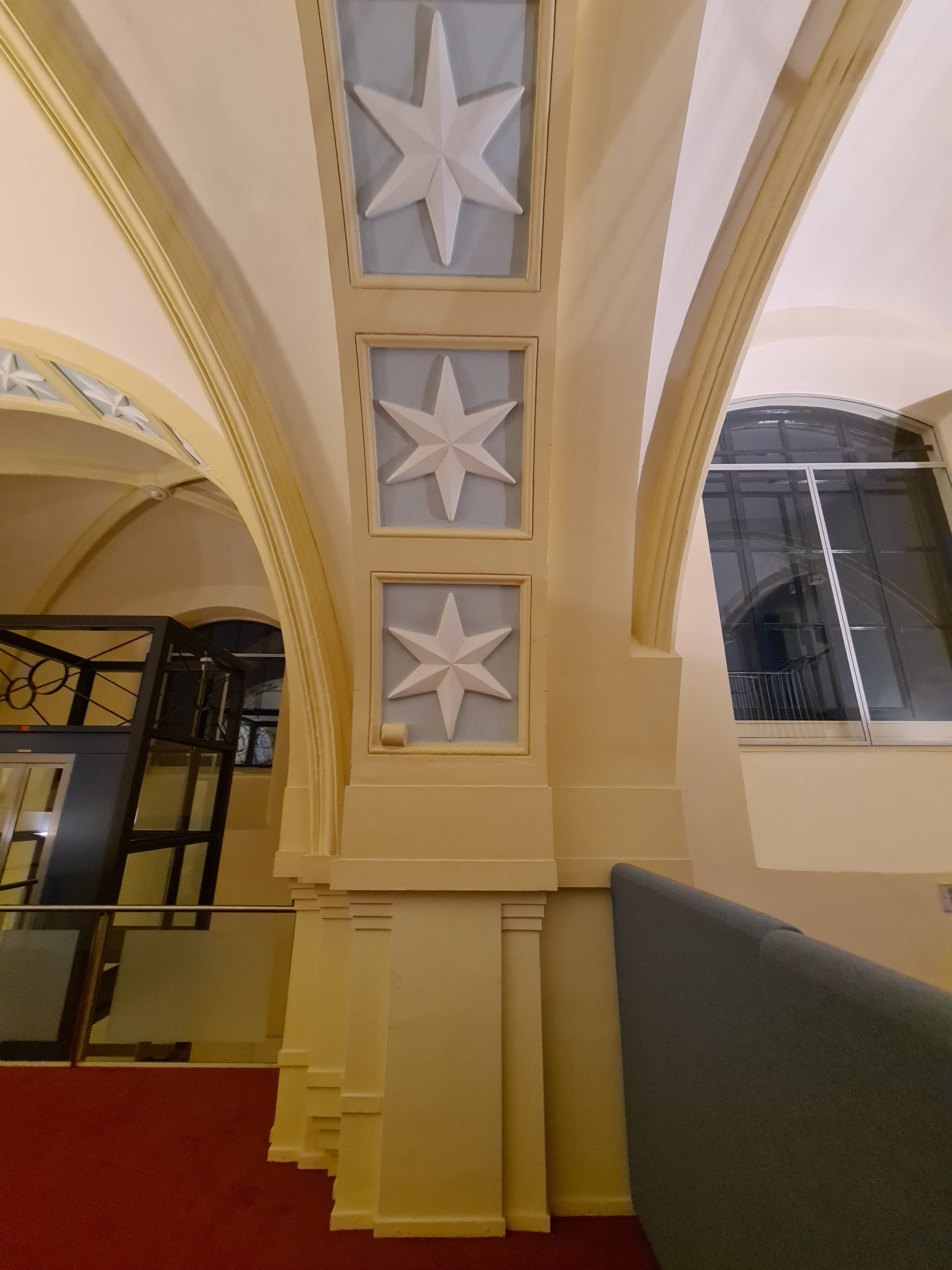
Detail oorspronkelijk gewelf
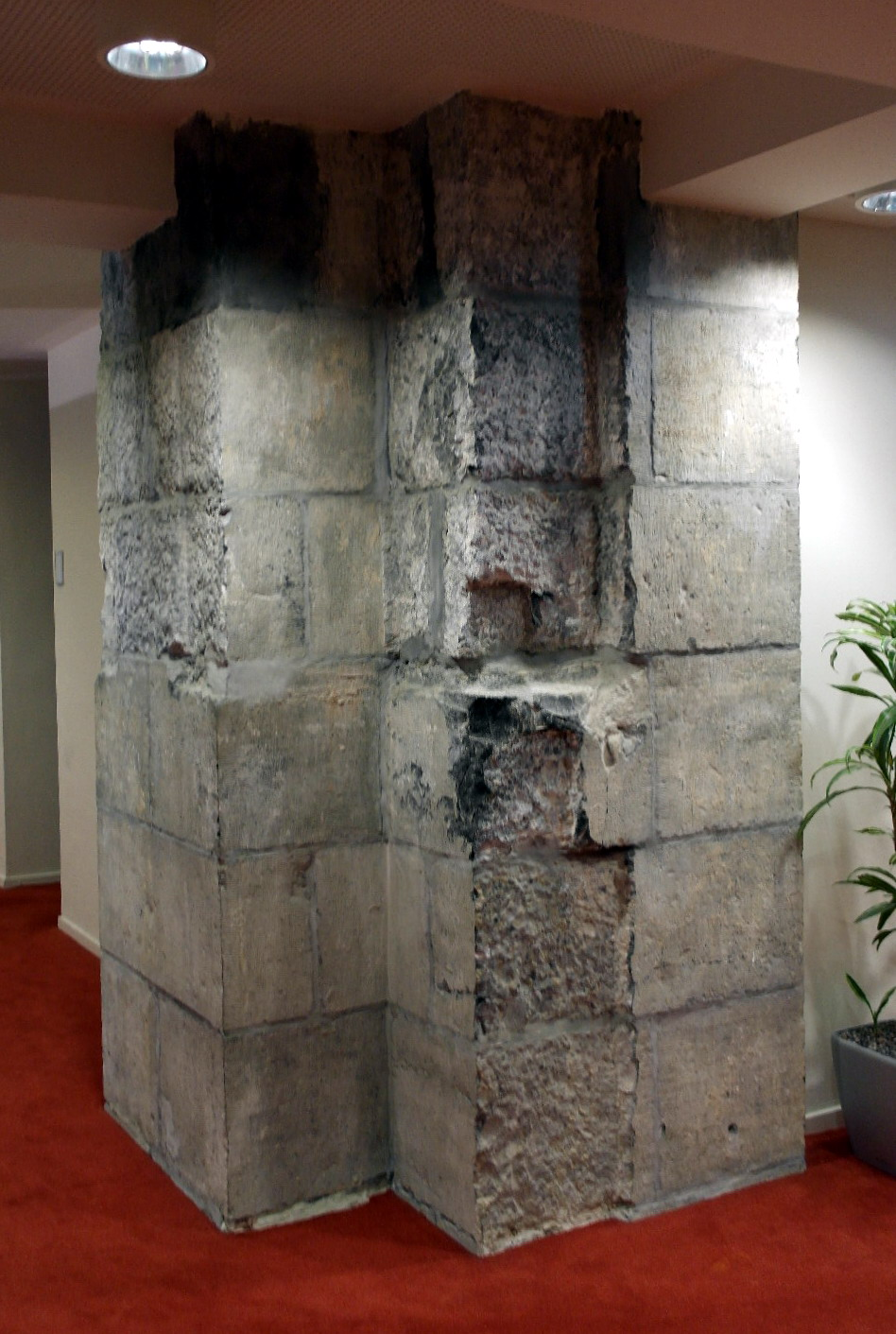
Originele pijler

### Kloosterinterieur
Enkele trappenhuizen hebben ondanks meerdere verbouwingen de sfeer van het voormalige klooster behouden. De gangen daarentegen herinneren eerder aan de negentiende--eeuwse gevangenis. Achter gepantserde deuren en getraliede vensters gaan echter moderne kantoorruimtes schuil. De verbindingszone tussen kerk en klooster heeft een eigentijdse uitstraling, onder andere door de fel gekleurde glasramen van Gery Bouw uit 2008.

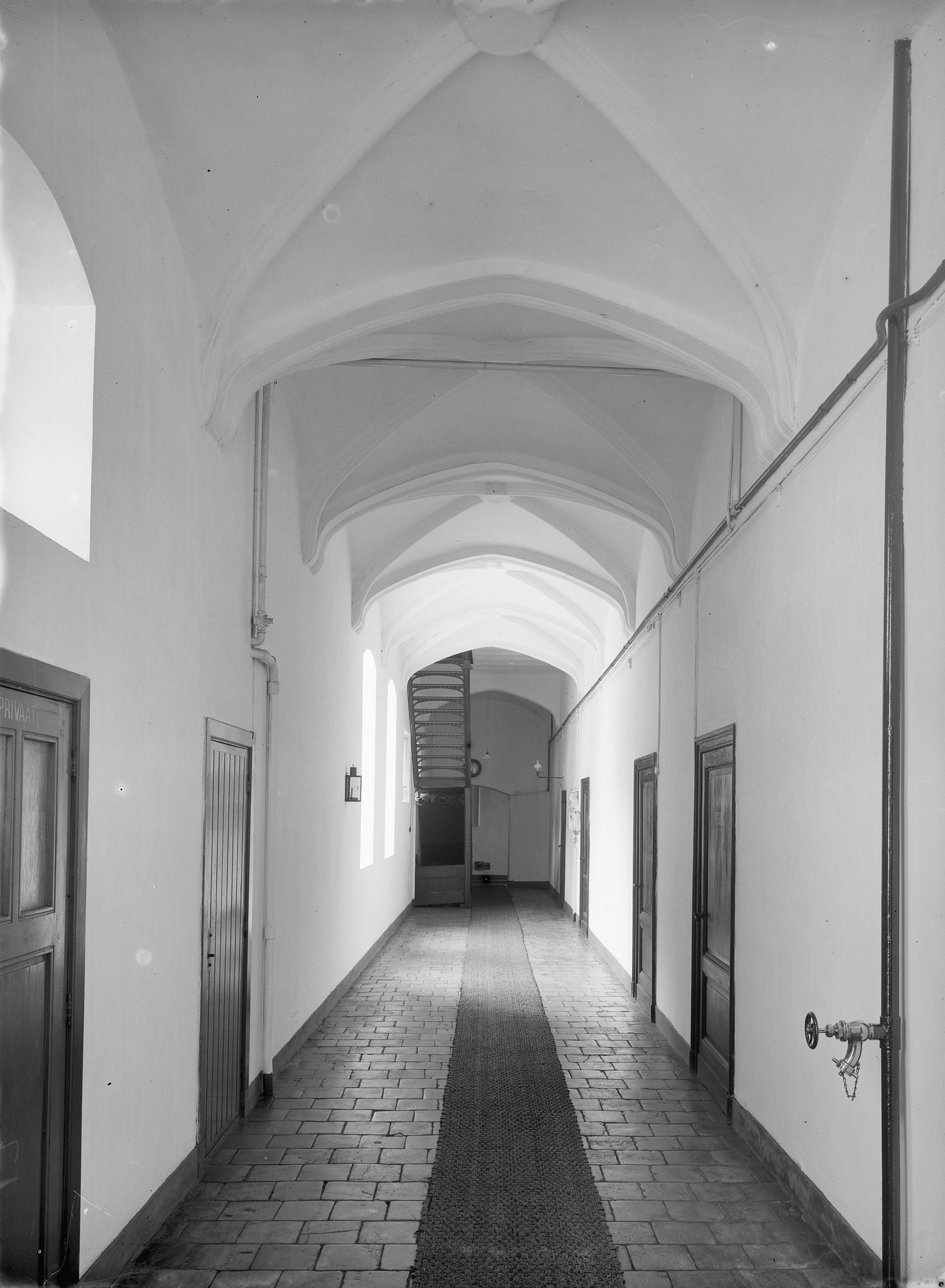
Kloostergang anno 1928
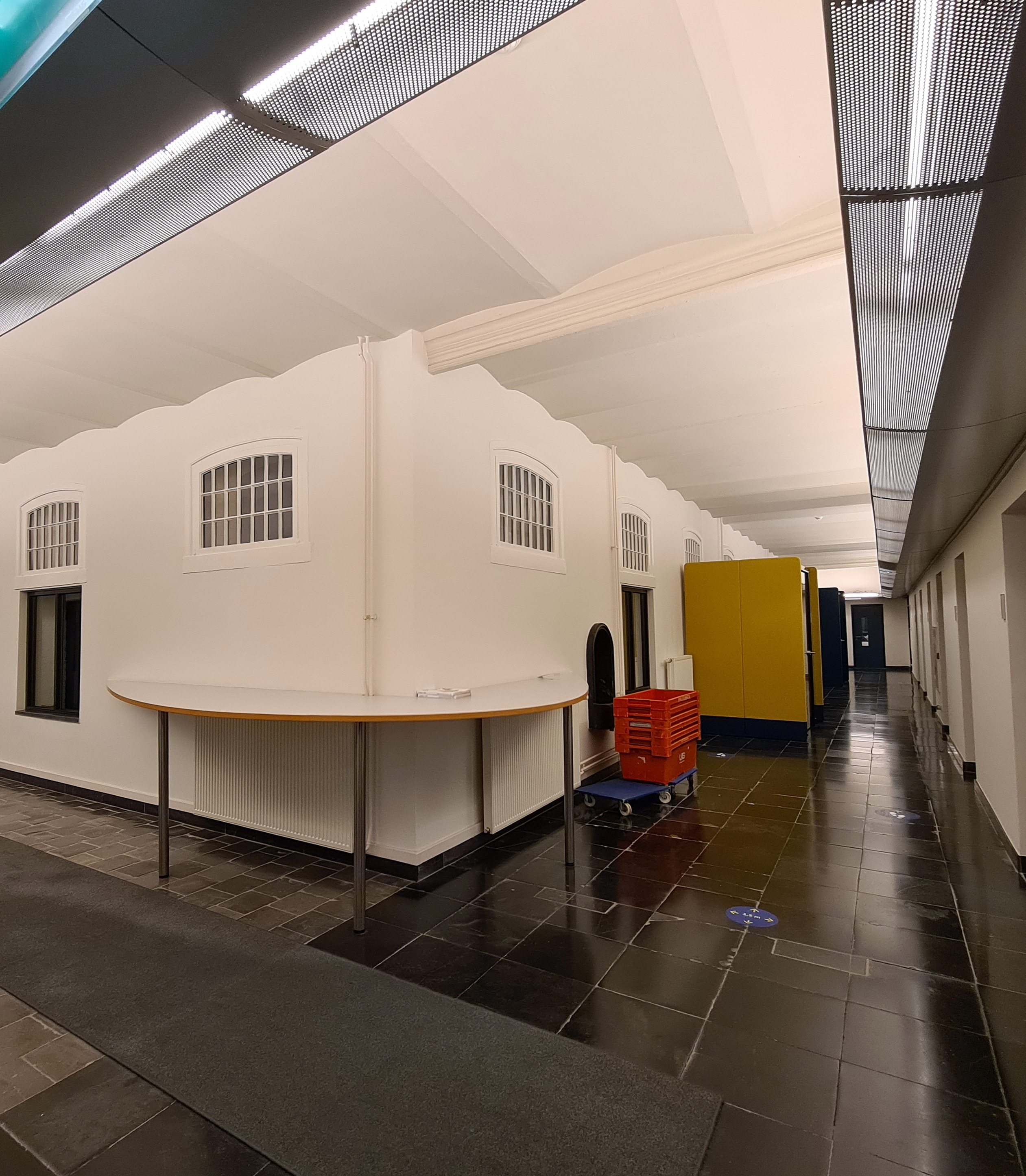
Kloostergangen anno 2022
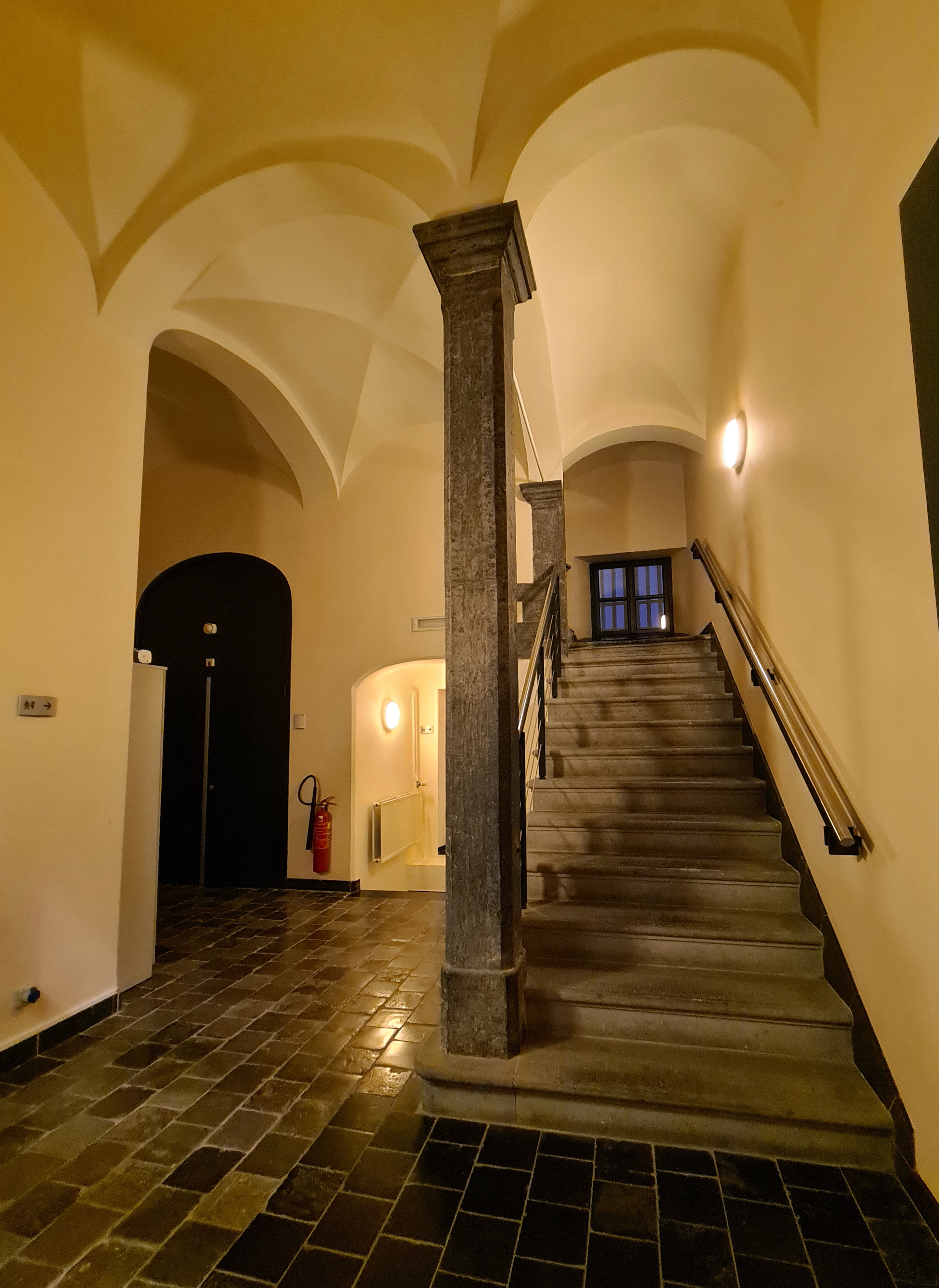
Trappenhuis
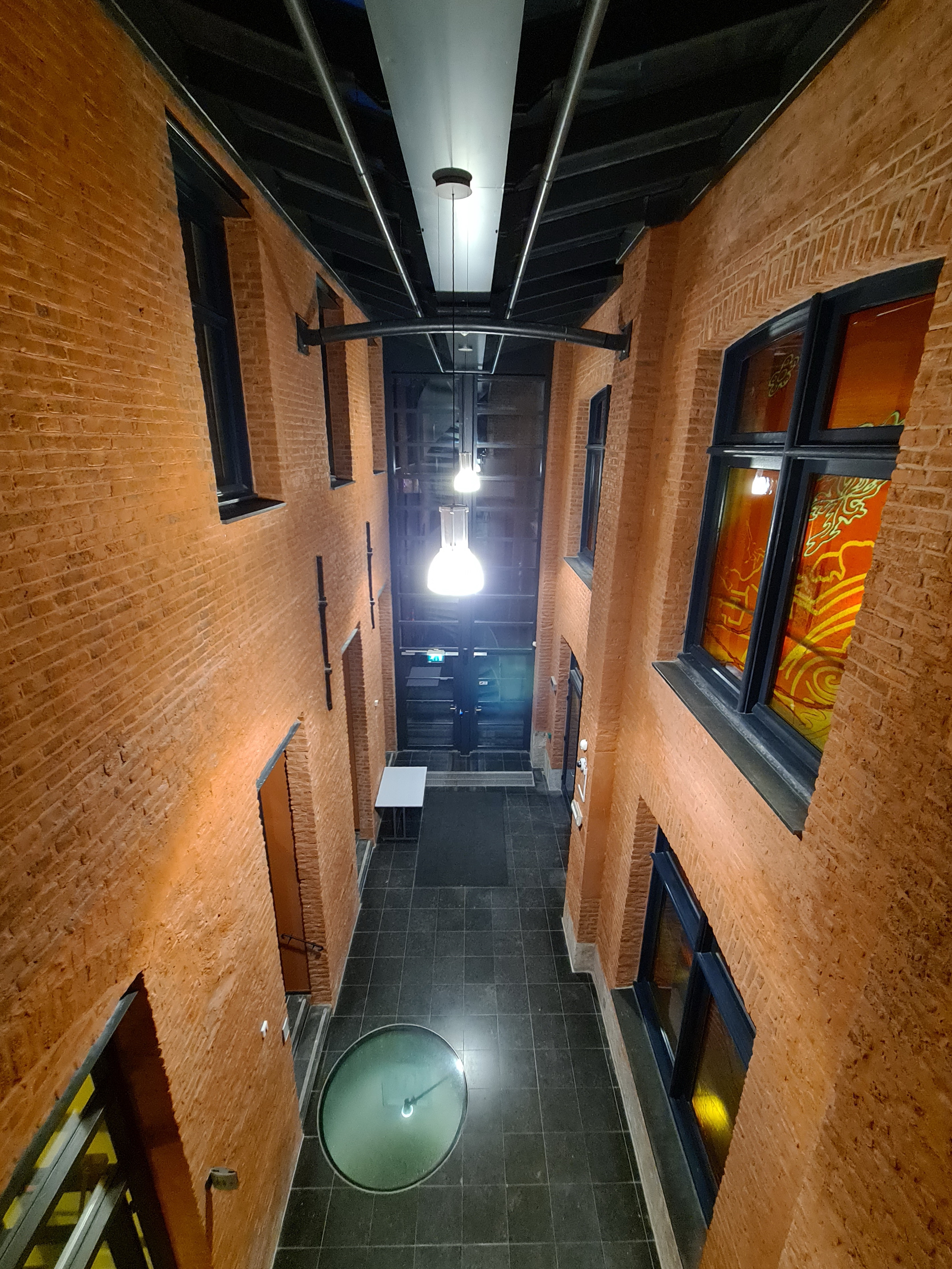
Ruimte tussen kerk en klooster

## Kaart
Hieronder staat een kaart met links rood omlijnd het terrein van het Derde Minderbroedersklooster, rechts het Tweede Minderbroedersklooster.